# Gran Vía
Gran Vía – jest jedną z głównych ulic Madrytu. Uznawana za najbardziej reprezentacyjną ulicę miasta, znajduje się w jej okolicy wiele sklepów, kin, teatrów, restauracji i hoteli. Jest popularnym miejscem spotkań, kulturalnym i turystycznym centrum stolicy.

## Historia
W XIX w. postanowiono połączyć jedną z głównych ulic – Calle de Alcalá z Plaza de España, planowano stworzyć arterię pomiędzy dzielnicami Salamanca a Argüelles. Wymagało to wyburzenia wielu budynków i wielkich inwestycji. Ostatecznie plany przebudowy centrum Madrytu zatwierdzono w roku 1904. Prace rozpoczęto od wyburzenia pierwszego kwartału kamienic pod koniec 1906, w latach 1907–1911 wybudowano Edificio Metrópolis, budynek stojący na początku Gran Vía, graniczący z Calle de Alcalá. Pierwszy odcinek zbiegu ulic Montera, Hortaleza i Fuencarral powstał w latach 1910–1917, zabudowa w stylu secesji świadczy o stabilnej sytuacji gospodarczej w tym okresie. Drugi odcinek, do Plaza de Callao, wybudowano na początku lat 20. XX wieku, charakteryzują go liczne kina i duże sklepy, najbardziej znanym budynkiem jest powstały w latach 1926–1930 Edificio Telefónica. Ostatnia część ulicy została zbudowana w latach 1925–1929, jest to przedłużenie Gran Vía dochodzące do Plaza de España, którego zabudowę ukończono dopiero na początku lat 50. XX wieku.
Obecnie Gran Vía wraz z otaczającą ją charakterystyczną zabudową jest architektoniczną wizytówką Madrytu.